# 理障
理障，佛教術語，二障之一。
- 二障：指的是煩惱障(事障)及所知障(理障)。
- 理障指的是眾生因為無始無明而對法界實相真心如來藏不知不證，因此障礙了成佛之道。[1]
- 障在佛法修行的意義就是遮蔽，意謂有情眾生被無明、煩惱、惡業等種種障礙所障蔽，不能經由佛法的正確教導而得見正道，、不得解脫生死、不能成就般若智慧功德、不能成佛。[2]
- 相對於事障會令眾生不得解脫，眾生生生世世在三界六道之中不斷的生死流轉輪迴，理障並不會直接的障礙有情出離三界生死輪迴，但卻因為對法界的實相不知不證，因而會障礙有情不能在菩薩道上的次第修行、障礙有情不能成佛。
- 在整個佛法的修行內涵三乘菩提上，障礙解脫生死的事障的意義通於的二乘解脫道、以及大乘佛菩提道。但理障的修斷只通大乘佛菩提道、而不通二乘解脫道。
- 理障，是大乘的別教所斷的惑，對法界實相如來藏的正確的智慧一無所知，直道成佛為止，理障是無法究竟斷除。
- 因為事障及理障的深淺差別，便有不同的種種眾生。[3]